# James Henry Emerton
James Henry Emerton (ur. 1847, zm. 1931) – amerykański naturalista specjalizujący się w arachnologii.
Emerton urodził się 31 marca 1847 w Salem w Massachusetts. Od młodości zbierał rośliny i bezkręgowce. W wieku lat 15 zaczął odwiedzać Essex Institute, gdzie poznał wielu przyrodników. Ponieważ dobrze rysował tworzył ilustracje do prac A. S. Packarda i innych naturalistów, w 1870 został wybrany do Boston Society of Natural History. W latach 1873–74 asystował w muzeum, gdzie przygotowywał notatki do pająków Stanów Zjednoczonych Hentza. Zaczął wówczas zbierać pająki Nowej Anglii, gromadząc wkrótce zbiór ponad 300 gatunków. W 1875 opuścił Boston Society of Natural History, by wyjechać do Europy. Tam spędził trochę czasu na Uniwersytecie w Lipsku i Uniwersytecie w Jenie.
Po powrocie tworzył ilustracje dla D. C. Eatona do "Ferns of North America" oraz dla Packarda do "Monograph of the Geometridae". Później został kuratorem w muzeum Peabody Academy of Science. Około roku 1980 spędził trochę czasu w New Haven asystując A. E. Verrillowi. Stworzył wówczas modele głowonogów za które otrzymał medal od International Fisheries Congress w Londynie w 1882. Później tworzył modele dla szkół medycznych i ilustracje dla wielu przyrodników. Podróżował po Ameryce Północnej i Karaibach zbierając pająki. Do swojej śmierci był sekretarzem Federation of New England Natural History Societies.